# Historia Formuły 1
Historia Formuły 1 – historia F1,  międzynarodowych wyścigów samochodowych, od początków w 1950 roku (Sezon 1950) do dziś. 

## Początki
Pierwszy wyścig mistrzostw świata Formuły 1 rozgrywano na oczach króla Jerzego VI i królowej Elżbiety na starym lotnisku RAF (tor Silverstone) 13 maja 1950 roku. Był jednym z 7 wyścigów które odbyły się w pierwszym sezonie Formuły 1, który zdecydowanie należał do zespołu Alfa Romeo. O tytuł mistrza świata walczyli Argentyńczyk Juan Manuel Fangio i Włoch Nino Farina, z czego zwycięsko wyszedł ten drugi. W następnym sezonie swój pierwszy tytuł zdobył Fangio. Jednakże w wyniku wypadku podczas wyścigu niezaliczanego do mistrzostw świata na Monzy nie startował cały sezon 1952. Pod jego nieobecność triumfy święcił Alberto Ascari, który dzięki serii 13 zwycięstw z rzędu zapewnił sobie tytuły w 1952 i 1953. Fangio powrócił na szczyt w 1954 roku i przez kolejne 4 sezony wygrywał cykl Grand Prix. Ascari zginął w 1955 roku podczas treningu na Monzie. Jego imieniem nazwano potem jedną z szykan na tym torze.
Po zdobyciu tytułów mistrzowskich w 1955, 1956 i 1957 roku, Fangio skończył karierę w wieku 47 lat, podczas całej kariery zwyciężając 24 razy i 35 razy stając na podium. Swoje tytuły zdobywał w barwach Maserati (dwukrotnie), Mercedesa, Alfa Romeo i Ferrari. W sezonie 1958 wprowadzono klasyfikację konstruktorów jako pierwszy tytuł ten zdobył brytyjski zespół Vanwall. Pierwszym brytyjskim Mistrzem Świata był Mike Hawthorn, zdobył on tytuł jeżdżąc Ferrari w sezonie 1958. Niemniej jednak po tym, jak Colin Chapman dołączył do F1 jako konstruktor płyt podłogowych i później jako założyciel Team Lotus, brytyjskie, zielone bolidy zaczęły dominować przez następną dekadę.
Ważną technologiczną zmianą okazało się umieszczenie silnika za kierowcą, przez zespół Cooper-Climax. Rozwiązanie to było stosowane przez ten zespół w Formule 3, w latach pięćdziesiątych. Australijczyk Jack Brabham, i jego tytuły mistrza świata w sezonach 1959 i 1960, udowodniły przewagę tego rozwiązania. W sezonie 1961 wszystkie regularnie startujące zespoły zaczęły stosować takie rozwiązanie.

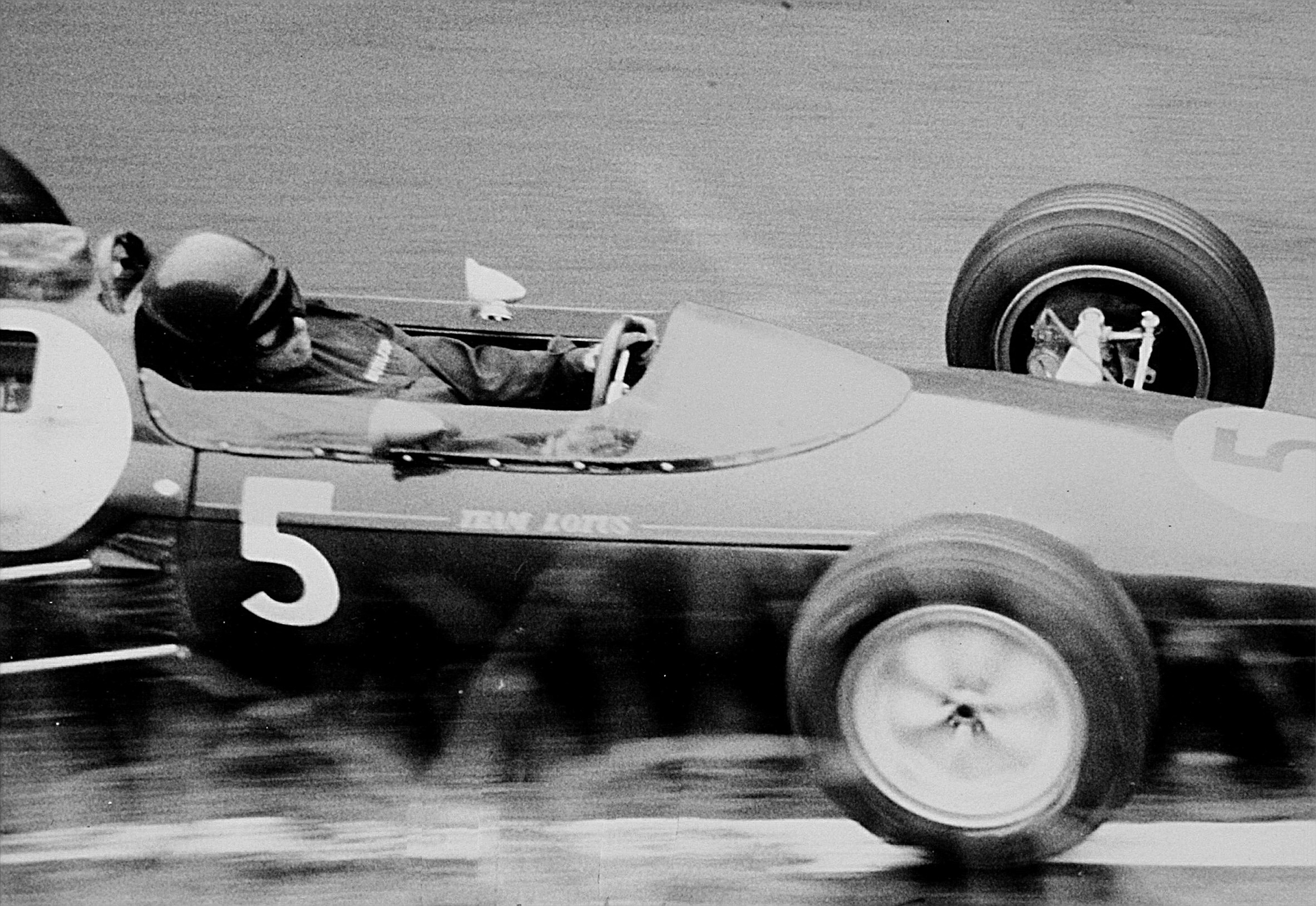
Jim Clark w Lotusie (1962)

W sezonie 1961 doszło do tragicznego wypadku. 10 września na torze Monza w wyniku zderzenia z Jimem Clarkiem zginął kierowca Ferrari Wolfgang von Trips oraz 14 widzów. Mistrzem świata w tym sezonie został Amerykanin Phil Hill.
W sezonie 1962, Lotus wprowadził samochód ze skorupową karoserią, stworzoną z aluminiowej blachy. To rozwiązanie okazało się największym skokiem od wprowadzenia silników montowanych z tyłu samochodu. Do 1966 roku trwała rywalizacja między Ferrari a Cooper-Climax, do której włączał się też Lotus. W tym sezonie Jack Brabham wystartował na samochodzie własnej konstrukcji i zdobył mistrzostwo świata a w 1967 roku dokonał tego także jadący samochodem Brabhama Denny Hulme. W 1965 roku pojawił się w Formule 1 Jackie Stewart, który w 1969 roku jadąc w zespole Matry, triumfował z ogromną przewagą, wygrywając aż 6 wyścigów.
W sezonie 1968, Lotus wprowadził malowanie Imperial Tobacco, w ten sposób sponsoring pojawił się w Formule 1. Pod koniec lat 60 wprowadzono również spoilery, a amerykański kierowca Dan Gurney zastosował kask z pełną ochroną twarzy. Docisk aerodynamiczny powoli zyskiwał znaczenie w konstrukcjach samochodów od pojawienia się profilu lotniczego w późnych latach sześćdziesiątych. Mimo tych innowacji, Formuła 1 wciąż była jednak bardzo niebezpiecznym sportem, i niemal w każdym sezonie ginął jakiś kierowca.

## Lata 70

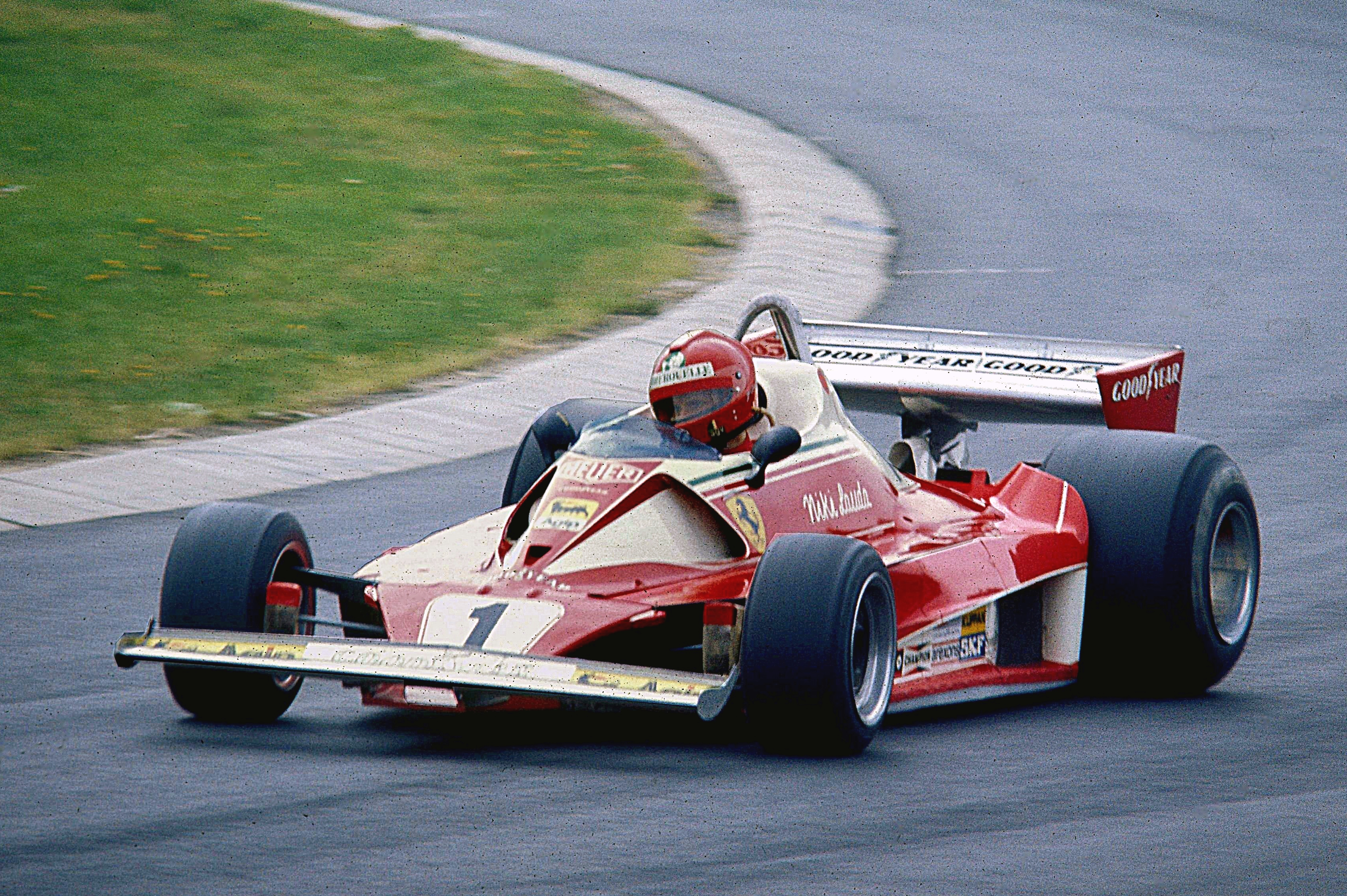
Niki Lauda w Ferrari 312T (1976)

Sezon 1970 należał do Jochena Rindta i jego zespołu Lotus. Austriacki kierowca zginął podczas treningu przed Grand Prix Włoch na torze Monza, a do tego momentu jego przewaga nad rywalami była na tyle duża, że został jedynym pośmiertnym mistrzem świata w historii Formuły 1. Sezon 1971 należał do Jackie Stewarta i zespołu Tyrrell, który po raz pierwszy i jedyny zdobył mistrzostwo świata w klasyfikacji konstruktorów.
W kolejnym sezonie zwyciężył Emerson Fittipaldi. W wieku 25 lat i 273 dni został on najmłodszym mistrzem świata w historii. W sezonie 1973 mistrzem świata po raz kolejny został Stewart. Zakończył on jednak po sezonie karierę, a jednym z głównych powodów tej decyzji był tragiczny wypadek partnera Stewarta, Francuza François Céverta. Tytułu w klasyfikacji konstruktorów nie zdobył Tyrrell, ale team Fittipaldiego – Lotus.
Po przejściu na emeryturę Jackie Stewarta w sezonie 1974 triumfował Emerson Fittipaldi, zdobywając swój drugi tytuł tym razem jako kierowca McLarena. Sezon 1975 to dominacja Niki Laudy który 9 razy zdobył pole position i odniósł 5 zwycięstw, a 3 razy był drugi i raz trzeci. Jednak przed zdobyciem tytułu mistrzowskiego w kolejnym sezonie powstrzymał Laudę groźny wypadek na torze Nürburgring. Po 40 dniach wrócił na tor by ścigać się na torze Fuji z Jamesem Huntem jednak zrezygnował na skutek złych warunków pogodowych. W kolejnym sezonie Austriakowi udało się po raz drugi zdobyć mistrzostwo. Po sezonie opuścił on Ferrari i przeszedł do Brabhama.
W sezonie 1978 tryumfował Lotus – mistrzem został kierowca zespołu, Mario Andretti. Radość ze zdobycia tytułu została jednak zepsuta przez śmierć w przedostatnim wyścigu sezonu, na torze Monza, partnera Amerykanina z zespołu, szweda Ronniego Petersona, który został pośmiertnie sklasyfikowany na drugiej pozycji.
W kolejnych sezonach zwyciężały: Ferrari (Jody Scheckter w sezonie 1979, było to ostatnie indywidualne mistrzostwo dla Ferrari do czasów Schumachera), Williams (Alan Jones – 1980) i Brabham (Nelson Piquet – sezon 1981).
W Sezonie 1982 klasyfikację generalną wygrał kierowca Williamsa Keke Rosberg, który pokonał kierowcę McLarena Johna Watsona. Klasyfikację konstruktorów wygrał zespół Ferrari, jednak śmierć kierowcy tego teamu, Kanadyjczyka Gilles’a Villeneuve’a na torze Zolder przypomniała wszystkim, że Formuła 1 wciąż jest bardzo niebezpiecznym sportem.

## Era Turbo

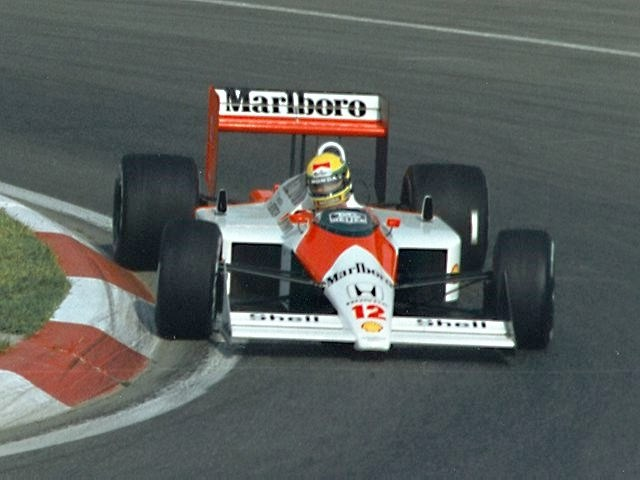
Ayrton Senna w McLarenie MP4/4 (1988)

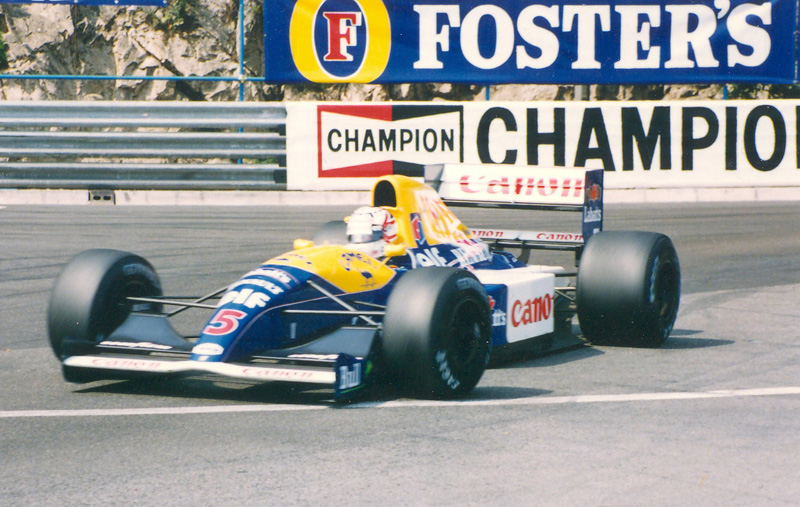
Nigel Mansell w Williamsie FW14 (1991)

Na początku nowej dekady nastąpiły zmiany konstrukcyjne bolidów – wprowadzono włókna węglowe, które poprawiły bezpieczeństwo kierowców, zaczęto stosować także silniki turbodoładowane, które nierzadko osiągały ponad 1000KM. Były to silniki o najwyższej mocy, jakie kiedykolwiek były używane w tej serii wyścigowej. Pod koniec lat 80. zaczęto stosować także wiele innych usprawnień, które konstruowane były z myślą aby zapewnić kierowcom łatwiejsze prowadzenie pojazdów. Te usprawnienia to m.in.: aktywne zawieszenie, automatyczne skrzynie biegów, sterowanie wszystkimi czterema kołami, czy system kontroli trakcji. Niektóre z tych usprawnień były zaczerpnięte ze zwykłych samochodów ulicznych, ale inne, np. aktywne zawieszenie czy hamulce tarczowe, były specjalnie zaprojektowane dla Formuły 1 a potem znalazły zastosowanie w samochodach ulicznych.
W sezonie 1984 po raz trzeci w karierze mistrzem świata został Lauda, jeżdżący w McLarenie (w tym sezonie Ayrton Senna zadebiutował w zespole Toleman). W następnym sezonie tytuł mistrza świata zdobył partner Austriaka, Alain Prost. Po tym sezonie utytułowany Austriak zakończył karierę. W kolejnym sezonie, mistrzem świata znów został Prost, tym razem z Rosbergiem u swego boku. Jednak aż do ostatniego wyścigu sezonu w klasyfikacji generalnej z siedmiopunktową przewagą prowadził Brytyjczyk Nigel Mansell. Pęknięcie opony w Williamsie Mansella w ostatnim wyścigu sezonu i zwycięstwo Prosta sprawiło, że to Francuz został mistrzem świata. Kolejny sezon bezapelacyjnie należał do Nelsona Piqueta z Williamsa.
W sezonie 1988 tytuł mistrza świata wrócił do kierowcy McLarena, wyposażonego w nowe silniki Hondy – tym razem jednak tytuł trafił do nowego partnera Prosta, Ayrtona Senny, który przybył do zespołu z Lotusa. Sezon został całkowicie zdominowany przez McLarena, którego kierowcy wygrali wszystkie wyścigi sezonu poza GP Włoch. Prost zdobył wprawdzie więcej punktów, jednak do ogólnej klasyfikacji liczyło się tylko 11 najlepszych wyścigów. W kolejnym sezonie kierowcy zamienili się rolami i to Prost został mistrzem. Sytuacja w McLarenie była jednak bardzo napięta – kierowcy bardzo się nie lubili (np. podczas GP Japonii Francuz zajechał drogę Sennie, w wyniku czego obaj nie ukończyli wyścigu, i co pozbawiło Brazylijczyka wszelkich szans na tytuł). Prost odszedł po sezonie do Ferrari.
W kolejnym sezonie Senna po raz drugi zdobył tytuł mistrza świata. McLaren był jeszcze na tyle dobry, że poza Prostem nikt mu nie zagrażał. Tym razem Brazylijczyk zrewanżował się za poprzedni sezon Prostowi i to on wjechał w niego podczas GP Japonii, co ostatecznie pozbawiło Francuza szans na tytuł. W sezonie 1991 zadebiutował na torze Spa w GP Belgii w barwach Jordana także przyszły siedmiokrotny mistrz świata Michael Schumacher, mistrzem zaś ponownie został Senna. Ten tytuł nie przyszedł już mu jednak tak łatwo jak rok wcześniej – w drugiej części sezonu przewagę zaczął zdobywać Williams. Prost ogłosił zakończenie kariery.
Przewaga ta była już wyraźna w następnym sezonie – 1992 i zbiegła się w czasie z dość poważnym kryzysem McLarena. Swoje upragnione mistrzostwo świata zdobył wreszcie Brytyjczyk Nigel Mansell, który po sezonie zakończył karierę, a triumfator sprzed roku, Senna zajął dopiero czwarte miejsce. Przed sezonem 1993 Honda zrezygnowała z dostarczania silników McLarenowi. Williams natomiast podpisał kontrakt z Prostem, który zdobył dla siebie czwarty tytuł mistrzowski i definitywnie zakończył karierę. Po sezonie 1993 Senna przeszedł z McLarena do Williamsa. Przed kolejnym sezonem zanosiło się na łatwe zwycięstwo Senny. Williams FW16 okazał się jednak nadspodziewanie słabą konstrukcją, natomiast Benetton B194 nadspodziewanie dobrą. W pierwszych dwóch wyścigach sezonu 1994 pole position zdobył Senna, ale oba wygrał Schumacher, gdyż Senna w żadnym z nich nie dojechał do mety.

## GP San Marino 1994
Nadszedł trzeci weekend wyścigowy sezonu, Grand Prix San Marino. Już w piątkowych treningach doszło do bardzo groźnie wyglądającego wypadku z udziałem kierowcy Jordana, Rubensa Barrichella. Na szczęście nic poważnego mu się nie stało i na drugi dzień wyszedł ze szpitala z zaledwie kilkoma plastrami na ramieniu. Nie wystartował ani w kwalifikacjach, ani w wyścigu. Mimo wypadku weekend był kontynuowany. Następnego dnia podczas kwalifikacji zginął kierowca Simteka Roland Ratzenberger. Austriak na jednym z poprzednich zakrętów uszkodził sobie przednie skrzydło. Na zakręcie Villeneuve’a jego bolid, pozbawiony siły dociskowej z przodu wyjechał poza tor i uderzył z prędkością niemal 300 km/h w betonową ścianę. Tragedia austriackiego kierowcy nie spowodowała przerwania weekendu wyścigowego. W niedzielę po starcie doszło do wypadku, w którym zostało rannych kilku kibiców. Na tor wyjechał samochód bezpieczeństwa. Powolna jazda bolidów podczas neutralizacji spowodowała spadek temperatury opon i ich skurczenie o 25%. Kiedy zmniejsza się prześwit między pojazdem a nawierzchnią toru rośnie jego przyczepność, jednak gdy podwozie dotknie asfaltu gwałtownie bolid ją traci. Podczas pokonywania zakrętu Tamburello, spód bolidu Ayrtona na niewielki czas spoczął na nawierzchni toru, tracąc przyczepność potrzebną do pokonania zakrętu (Inna teoria mówi, że podczas pokonywania Tamburello w Williamsie Senny pękła kolumna kierownicy), przez co wyleciał z niego uderzając w bandę z prędkością 218 km/h. Kawałek zawieszenia przebił wizjer kasku i spowodował ciężki uraz mózgu. Akcja serca trzykrotnego mistrza świata ustała niedługo po przewiezieniu do szpitala. O godzinie 18.40 podano informację o śmierci Brazylijczyka.

## Zmiany w bezpieczeństwie

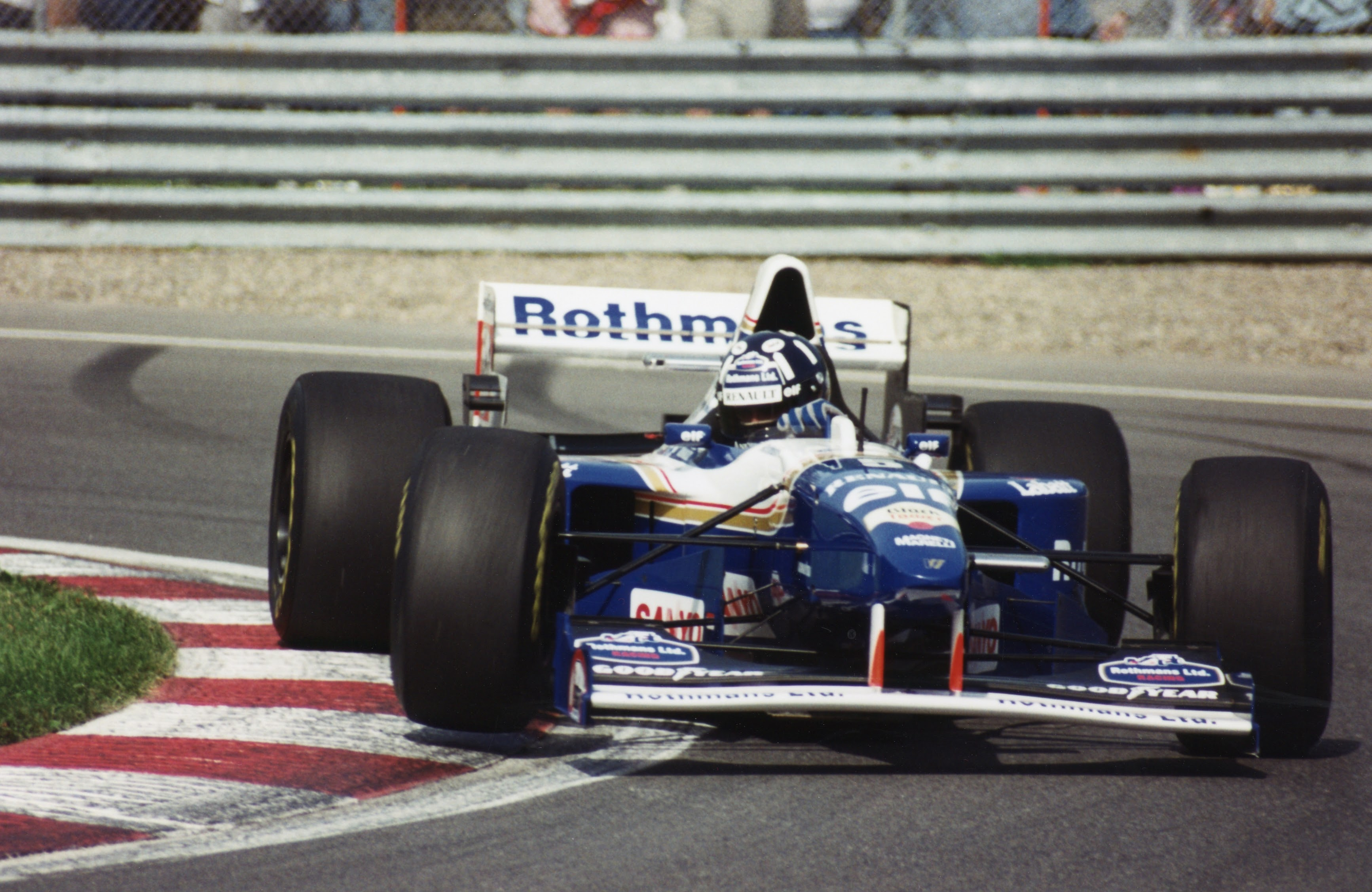
Damon Hill w Williamsie FW17 (1995)

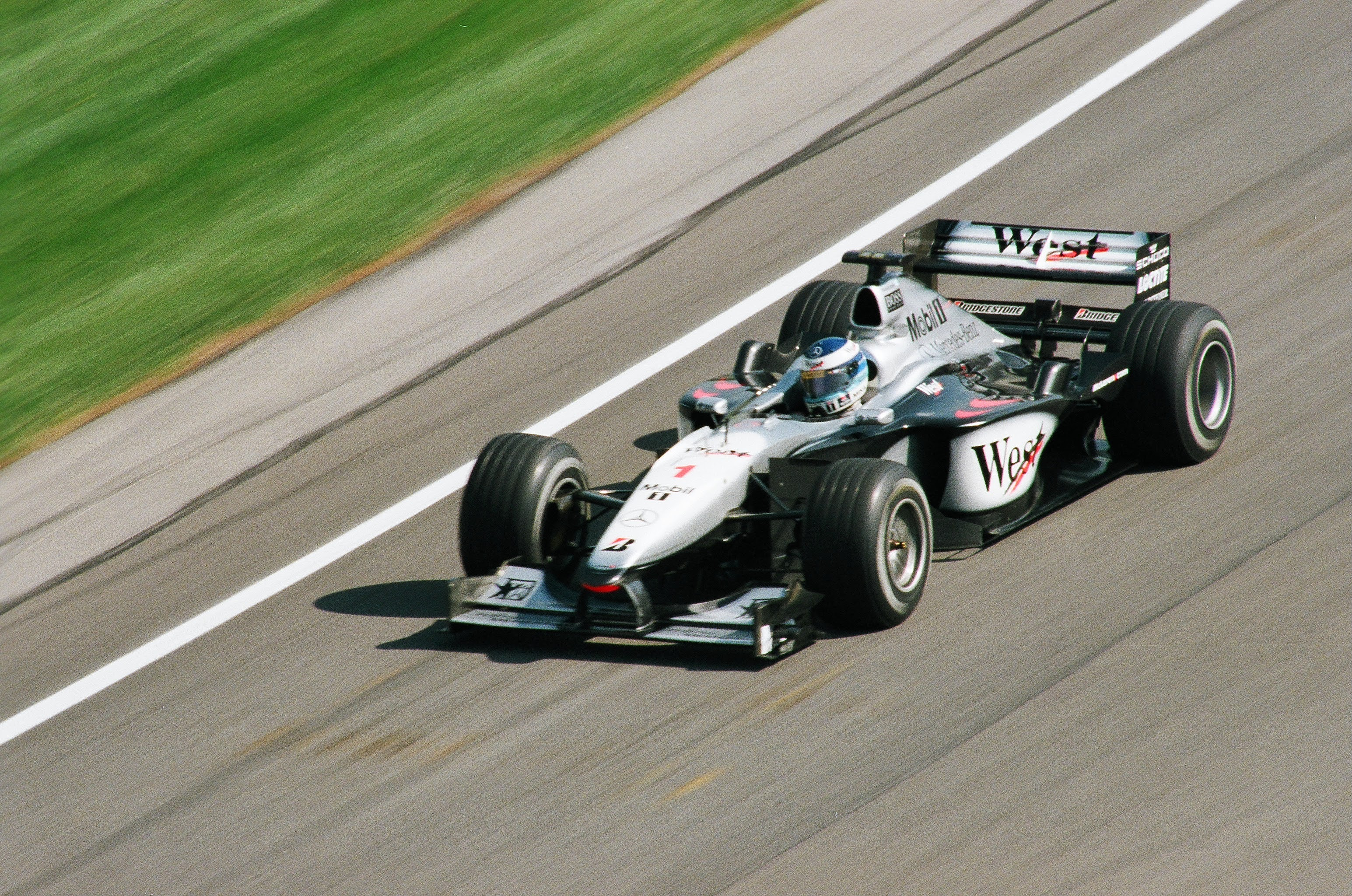
Mika Hakkinen w McLarenie MP4/15 (2000)

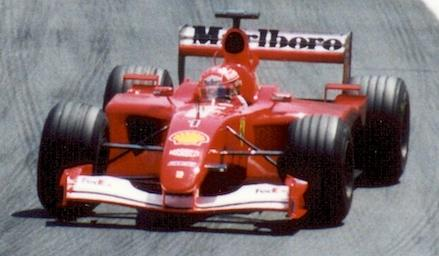
Michael Schumacher w Ferrari F2001

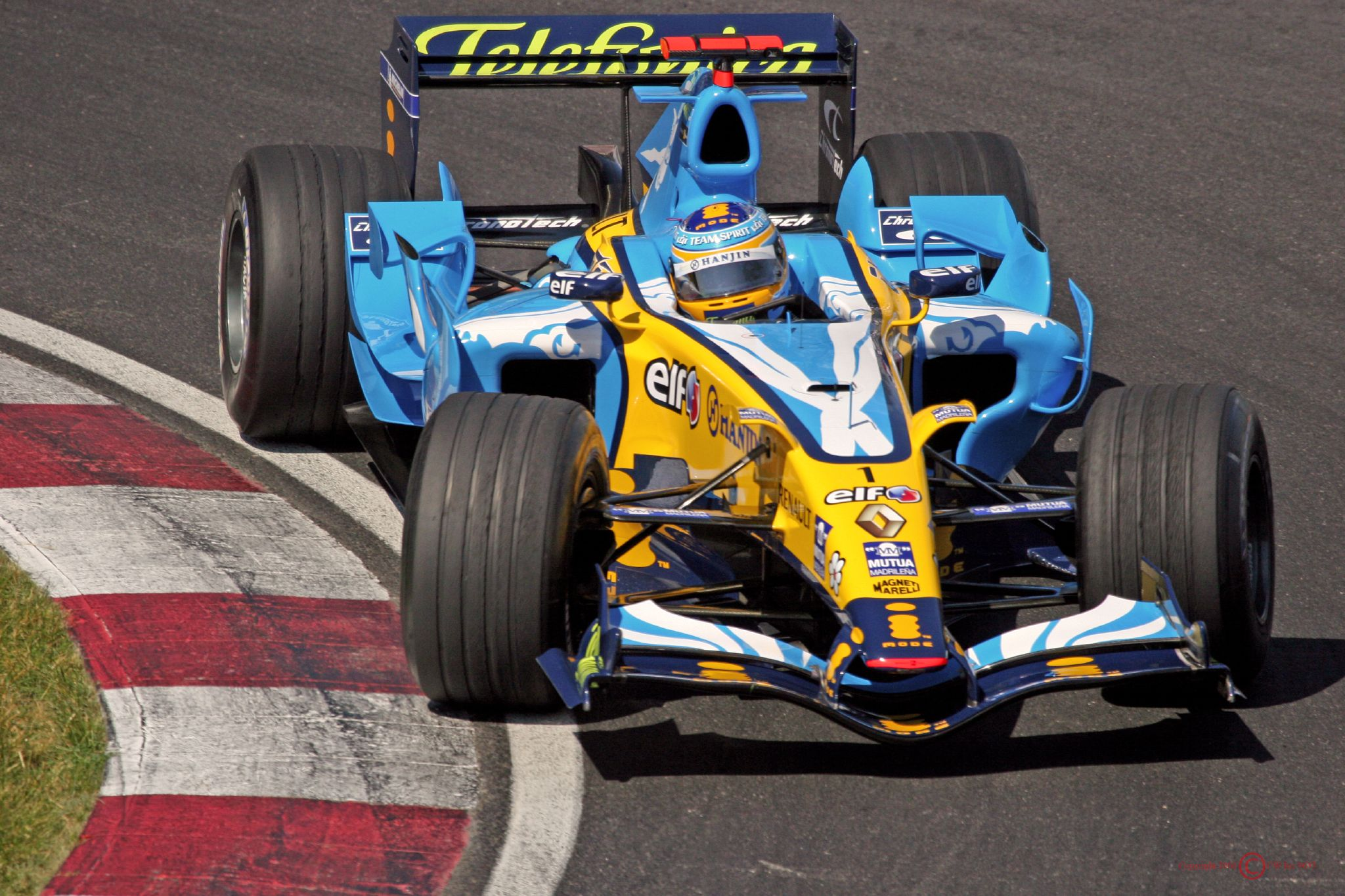
Fernando Alonso w Renaulcie R26 (2006)

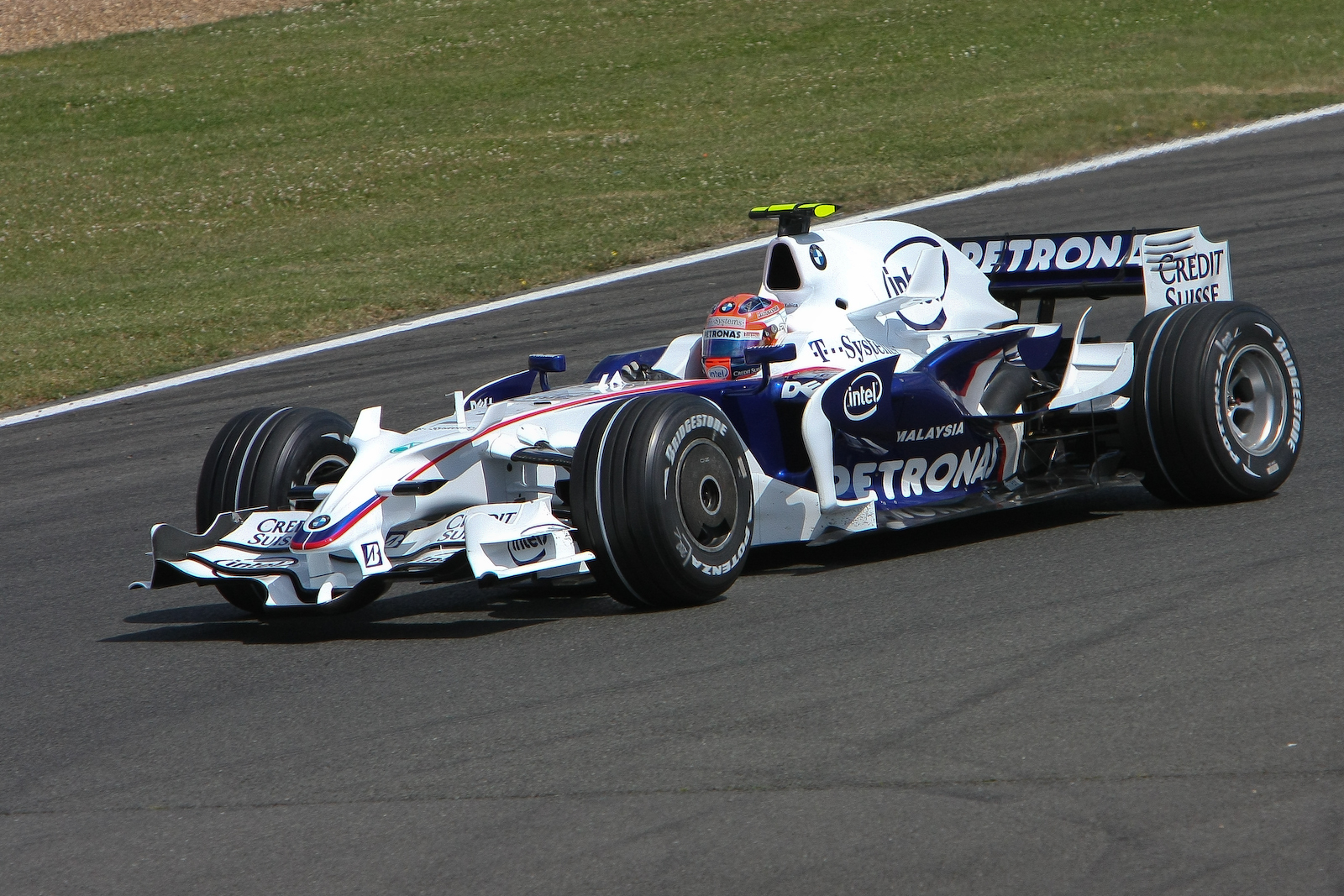
Robert Kubica w BMW Sauber F1.08

Po wypadku Senny FIA zleciła przebudowę niebezpiecznych zakrętów, a normy dotyczące bezpieczeństwa zostały znacznie zaostrzone. 
Zmarłego Sennę zastąpił w Williamsie rezerwowy kierowca tego zespołu, szkot David Coulthard, a na ostatnie 3 wyścigi z emerytury ściągnięto mistrza z sezonu 1992, Nigela Mansella. Dominacja Williams-Renault została jednak przerwana przez Schumachera, choć tytuł dla niemieckiego kierowcy przyznany został w dość kontrowersyjnych okolicznościach. W ostatnim wyścigu sezonu, podczas GP Australii na ulicznym torze w Adelaidzie Schumacher, prowadzący w wyścigu, źle pojechał na jednym z zakrętów i lekko uderzył w bandę. Wrócił na tor, zaraz za nim jechał jednak kierowca Williamsa, Damon Hill, który przed ostatnim wyścigiem sezonu tracił do Niemca tylko jeden punkt. Kiedy Brytyjczyk próbował go wyprzedzić, Schumacher zajechał mu drogę, Hill uderzył w kierowcę Benettona i uszkodził sobie bolid. W rezultacie ani Niemiec, ani Brytyjczyk nie ukończyli wyścigu i to Schumacher mógł się cieszyć ze swojego pierwszego tytułu. Mistrzem świata konstruktorów został jednak Williams. W kolejnym sezonie dominacja Benettona była już wyraźna. Tym razem Niemiec bez problemów i z dużą przewagą zdobył swoje drugie mistrzostwo. Na sezon 1996 Schumacher podpisał kontrakt z Ferrari.
W sezonie 1996 zmieniły się zasady przyznawania numerów startowych. Dotąd zespoły miały stałe numery, tylko zespół aktualnego mistrza świata otrzymywał nr. 1. Prowadziło to do dość dziwnych sytuacji, np. słaby Tyrrell przez wiele lat jeździł z numerami 3 i 4, a Ferrari z numerami 27 i 28. Od tego sezonu numery były przyznawane na podstawie klasyfikacji konstruktorów z zeszłego sezonu (zespół mistrza świata niezależnie od swojej pozycji miał nr. 1).
Mistrzem świata w sezonie 1996 został Damon Hill, po dość równej walce ze swoim nowym partnerem z zespołu, debiutantem Jakiem Villeneuve’em. Williams zdobył też kolejny tytuł w klasyfikacji konstruktorów. Hill odszedł po sezonie do słabego Arrowsa i nie odegrał w 1997 roku większej roli, a mistrzem świata został Villeneuve. Schumacher został zdyskwalifikowany z klasyfikacji generalnej sezonu po tym, jak podczas ostatniego wyścigu chciał powtórzyć swój wyczyn z 1994 roku i wjechał w Villeneuve’a. W roku 1998 zakazano używania slicków. Do nowych przepisów najlepiej przystosował się McLaren, którego kierowca, Mika Hakkinen został mistrzem świata. Powtórzył on ten wyczyn w kolejnym sezonie, jednak tu do ostatniego wyścigu walczył o tytuł z drugim kierowcą Ferrari, Eddiem Irvine’em. Ferrari zdobyło zresztą w tym sezonie tytuł mistrza konstruktorów.
W kolejnym sezonie rozpoczęła się trwająca do 2005 roku dominacja Ferrari. Dla włoskiego zespołu pięć tytułów zdobył Michael Schumacher. Jego partnerem przez cały ten okres był Brazylijczyk Rubens Barrichello, który zmienił Irvine’a. Walkę z Ferrari nawiązać zdołał tylko McLaren-Mercedes (Mika Hakkinen) w sezonie 2000 oraz Williams-BMW (Juan Pablo Montoya) w sezonie 2003.
Na początek XXI wieku przypadło też wejście do Formuły 1 wielu koncernów – Ford przemianował w 2000 roku Stewarta na Jaguara, Renault w 2001 roku zakupiło Benettona, który od sezonu 2002 startował jako Renault F1, Toyota założyła swój team w sezonie 2002, a Honda przejęła w 2005 r. BAR, który wcześniej powstał z wykupionego w 1998 roku przez British American Tobacco Tyrrela.
W 2005 roku Schumachera pokonuje Hiszpan Fernando Alonso, za kierownicą Renault F1, po kontrowersyjnych restrykcjach co do zmiany opon w czasie wyścigu. Niemiec zdołał w tym sezonie wygrać tylko jeden wyścig – GP USA. Po sezonie BMW zaprzestało dostarczania silników dla Williamsa i zakupiło zespół Sauber przemianowując go na BMW Sauber.
Sezon 2006 to ostatni sezon Schumachera, jak również ostatni sezon w którym rozegrano GP San Marino. Mistrzem świata po raz kolejny został Fernando Alonso, który po wywalczeniu tytułu zrezygnował ze ścigania się w mistrzowskim zespole Renault F1 na rzecz brytyjskiego teamu McLaren. Podczas GP Węgier w Formule 1 zadebiutował pierwszy w historii F1 polski kierowca – Robert Kubica, który dotychczas był kierowcą testowym teamu BMW Sauber. Pierwsze podium zdobył on jeszcze w tym samym sezonie – podczas GP Włoch – był wtedy trzeci.
W sezonie 2007 partnerem Hiszpana w McLarenie zostaje gwiazda serii GP2, Lewis Hamilton. W tym roku również dochodzi do całkowitego zakazu reklam wyrobów tytoniowych, przez co takie teamy jak McLaren, Scuderia Ferrari, Renault F1, czy Honda F1 musiały zrezygnować z umieszczenia ich na swoich bolidach. Sezon 2007 stał się sławny poprzez aferę szpiegowską, czego skutkiem było zdyskwalifikowanie zespołu McLaren w klasyfikacji konstruktorów. Ostatecznie mistrzem świata został Fin Kimi Räikkönen, nowy kierowca zespołu Scuderia Ferrari, który pokonał rewelacyjnego Lewisa Hamiltona i Fernando Alonso o jeden punkt. W sumie Fin zdobył ich 110, a Hiszpan i Anglik po 109.
Sezon 2008 to kolejny sezon panowania Ferrari. W tym sezonie pojawia się jeden nowy team, Force India, który powstał na bazie zespołu Spyker. Jego kierowcami zostają Włoch Giancarlo Fisichella oraz Niemiec Adrian Sutil. Kierowcom indyjskiego teamu nie udaje się zdobyć ani jednego punktu w sezonie 2008. Niezadowolony z faworyzowania Hamiltona w McLarenie dwukrotny mistrz świata Fernando Alonso powraca do będącego w nie najlepszej formie zespołu Renault F1. Jego partnerem zostaje Nelson Ângelo Piquet, a dla Hiszpana sezon również nie układa się najlepiej. Ostatecznie udaje mu się jednak wygrać dwa wyścigi, GP Japonii oraz pierwszy w historii nocny wyścig Formuły 1 – GP Singapuru. Podczas deszczowego GP Brazylii, ostatniego wyścigu sezonu 2008 na ostatnim zakręcie ostatniego okrążenia tytuł mistrza świata zdobywa Lewis Hamilton, pokonując swojego głównego rywala, Brazylijczyka Felipe Massę. Na uwagę zasługuje również wspaniały wyczyn polskiego kierowcy, Roberta Kubicy, który liczył się w walce o tytuł mistrzowski niemal do ostatniego wyścigu sezonu. Polakowi udało się wygrać GP Kanady, wiele razy stawał też na podium. Team Polaka, BMW Sauber, zaprzestał jednak rozwijania bolidu BMW Sauber F1.08 i skupił się na bolidzie na następny sezon, wynikiem czego były nieco gorsze rezultaty Kubicy w ostatnich wyścigach. W miesiąc po zakończeniu sezonu 2008, dnia 4 grudnia 2008 zespół Honda F1 podjął decyzję o wycofaniu się z Formuły 1 przed rozpoczęciem sezonu 2009.
Sezon 2009 to zupełnie nowe przepisy w aerodynamice, użyciu silników, powrót opon typu slick oraz wdrożenie systemu KERS. Towarzyszy mu przy tym całkowite przetasowanie w stawce, gdzie początkowo takie zespoły jak McLaren, Scuderia Ferrari, czy BMW Sauber trafiają na koniec klasyfikacji konstruktorów. Czarnym koniem w roku 2009 okazuje się być nowy, powstały na gruzach zespołu Hondy, Brawn GP, który swe dobre wyniki w dużej mierze zawdzięczał kontrowersyjnym "podwójnym dyfuzorom". Kierowca tego teamu, Jenson Button wygrywa sześć z siedmiu pierwszych wyścigów sezonu, i ostatecznie zostaje mistrzem świata. W połowie sezonu z Renault F1 zostaje zwolniony Nelson Ângelo Piquet, daje to początek aferze Crashgate, związanej z GP Singapuru w sezonie 2008. W rezultacie główny sponsor ekipy Renault F1, ING ogłasza zerwanie współpracy. Główny szef Renault Flavio Briatore, dostaje od FIA dożywotnia dyskwalifikację na jakiekolwiek działania związane z F1.
W roku 2010 po raz pierwszy w historii zaistniało ryzyko rozłamu F1. Ówczesny prezydent FIA, Max Mosley, postanowił obniżyć budżety zespołów do drakońsko niskich, jak na standardy serii, 40 mln dolarów. Wszystko było związane z organizacją zwerbowania nowych zespołów, które miały posiadać dzięki temu równe szanse. Sprzeciw pozostałych dał jednak fiask planom Brytyjczyka, jednak mimo to przyjęte ekipy dostały szanse i zostały objęte kontraktem "Concorde Agreement" do końca sezonu 2012. Szanse otrzymały hiszpański Campos Meta Team (przekształcony w HRT F1 Team), brytyjski Manor Grand Prix (przekształcony w Virgin Racing, następnie w Marussia F1 Team) oraz amerykański US F1 Team, który ostatecznie zrezygnował z udziału w serii, z powodu kłopotów finansowych i technicznych. Z Formuły 1 odeszły trzy duże firmy samochodowe, w tym dwie całkowicie. Po odejściu japońskiego zespołu Toyota szansę na debiut otrzymał malezyjski zespół Lotus Team, który nie otrzymał szansy startów w pierwszym terminie. Jeszcze w trakcie sezonu 2009 o odejściu z serii poinformowała bawarska firma BMW, wystawiająca team BMW Sauber. Jeden z jej kierowców został – Polak Robert Kubica – został kierowcą zespołu Renault. Ich były zawodnik – Hiszpan Fernando Alonso – zastąpił Fina Kimiego Räikkönena – w zespole Scuderia Ferrari. Warto odnotować, iż większość udziałów wykupiła luksemburska firma Genii Capital, należąca do Gérarda Lopeza, a nowym szefem ekipy został Francuz Eric Boullier. Francuska marka ograniczyła się tylko do dostarczania jednostek napędowych, a swojej nazwy udzieliła tylko ze względu na pieniądze, jakie otrzymano za miejsce w klasyfikacji końcowej. Do F1 powróciła z kolei legendarna niemiecka marka Mercedes GP, która wykupiła zespół mistrzów świata, Brawn GP. Wraz z ekipą powrócił 7-krotny MŚ Michael Schumacher, natomiast aktualny czempion Jenson Button trafił do zespołu McLaren. Był to pierwszy sezon, w którym używaliśmy nowego systemu punktowego, w skali 25-18-15-12-10-8-6-4-2-1. Poza tym zakazano tankowania bolidów w trakcie wyścigu, co skutkowało powiększeniem baków, a w konsekwencji wydłużeniem konstrukcji pojazdu. Ostatnią ważną zmianą było zwężenie przednich opon w stosunku do tylnych – ów zabieg był związany z większą wagą bolidów na starcie. Sezon 2010 zakończył się podwójnym mistrzostwem austriackiej ekipy Red Bull Racing, której kierowca – Niemiec Sebastian Vettel – został najmłodszym mistrzem świata (w wieku 23 lat). RB6 dominowało w większości sesji kwalifikacyjnych, jednak tempo w czasówce nie zawsze było wykorzystane podczas wyścigu, głównie za sprawą błędów i awarii konstrukcji. Tytuł zdobył w ostatnim wyścigu, o GP Abu Zabi, w którym prowadzący w mistrzostwach Alonso zajął dopiero siódme miejsce, po kiepskiej strategii.
Najważniejszą zmianą w roku 2011 był nowy dostawca opon – włoska firma Pirelli. Uściślone przepisy zakazały charakterystycznych elementów zewnętrznych np. "płetwy rekina". Rewolucją w F1 okazał się debiut ruchomego tylnego skrzydła (w skrócie z angielskiego, "DRS"), kosztem przedniego, który pozwalał uzyskiwać zdecydowanie większe prędkości na prostych. Podczas treningów i kwalifikacji mógł być używany dowolnie, natomiast w wyścigu wyznaczana została tzw. "strefa DRS", na której było możliwe używanie systemu. Do pełnego użytku powrócił KERS, który miał jeszcze większe możliwości. W składach kierowców liczących się w walce o wysokie lokaty zabrakło Polaka Roberta Kubicy, który doznał poważnego wypadku w lokalnym włoskim rajdzie. Jego zespół zastąpił go jego byłym partnerem Nickiem Heidfeldem. Zespół należący do Lopeza podpisał kontrakt z brytyjską firmą Lotus, która stała się ich tytularną nazwą – Lotus Renault GP. Podobnie stało się w przypadku Lotus Team (przybranie nazwy Caterham F1 oraz Virgin Racing (ekipa związała się z rosyjską Marussią). Zespół HRT F1 Team został z kolei wykupiony przez firmę Thesan, a nowym szefem został Luis Perez-Sala (wcześniej był nim Colin Kolles).
W sezonie 2012 nie przewidziano zmian w przepisach. Już w 2011 roku było jednak wiadomo, iż "dmuchany dyfuzor" oraz zmiana "mapingu" silnika zostanie zakazana. FIA postanowiła także obniżyć nos bolidu względem monokoku, co miało zapobiec wypadkom pokroju ubiegłorocznego GP Abu Zabi, gdzie Vitantonio Liuzzi o mało nie najechał na głowę Schumachera podczas kolizji. W konsekwencji powstały tzw. "kacze dzioby", a takim obrotom spraw, dzięki niskiemu środkowi ciężkości, udało się uniknąć jedynie ekipie McLaren i Marussia. Początek sezonu był rekordowym w historii F1 – w pierwszych siedmiu wyścigach mieliśmy do czynienia z różnymi zwycięzcami. Tym samym został pobity rekord z 1982 roku, kiedy to mieliśmy pięciu różnych triumfatorów. W całym sezonie mieliśmy łącznie ośmiu różnych zwycięzców, odpowiednio byli to Jenson Button, Fernando Alonso, Nico Rosberg, Sebastian Vettel, Pastor Maldonado, Mark Webber i Lewis Hamilton. Ósmego wygranego poznaliśmy w Abu Zabi, a był nim powracający do F1 z ekipą Lotusa Fin Kimi Räikkönen. Na przestrzeni całego sezonu najszybsze okazały się bolidy McLarena, o czym świadczą 9 pole position. Porażka w mistrzostwach w ich wykonaniu była jednak rażąca, głównie za sprawą błędów w pitstopach i awariom, a także nierównej formie w kwestii degradacji opon (ostatecznie żaden z ich zawodników nie znalazł się na podium kl. gen., a zespół zajął 3. miejsce w mistrzostwach – trzecia lokata w przypadku kierowców przypadła Räikkönenowi w dużo słabszym pojeździe). Mający początkowo problemy po zakazie "dmuchanego dyfuzora" Red Bull Racing, zanotował znakomitą końcówkę sezonu, w której Vettel odnotował cztery zwycięstwa w sześciu ostatnich startach, dzięki czemu w ostatniej rundzie sezonu posiadał trzynaście punktów przewagi nad konsekwentnym Alonso. Ostatecznie po wielu perturbacjach związanych z kolizją i spadkiem na koniec stawki, błędom strategicznym, Niemiec ostatecznie dojechał szósty, co w przypadku drugiej lokaty Hiszpana dało trzeci z rzędu tytuł mistrzowski Sebastianowi, którym tym samym pobił rekord Brazylijczyka Ayrtona Senny, w kategorii "najmłodszy trzykrotny MŚ". Po tym sezonie po raz drugi zakończenie sportowej kariery ogłosił 7–krotny mistrz świata Michael Schumacher, który w ciągu ostatnich 3 sezonów w barwach Mercedesa, raz stanął na podium i wykonał jedno najszybsze okrążenie.